# Staphylococcus capitis
Staphylococcus capitis — куляста грам-позитивна бактерія роду стафілокок. Вид є частиною нормальної флори шкіри голови, обличчя, шиї, мошонки та вух людини. Тільки у людей з ослабленою імунною системою Staphylococcus capitis може викликати такі захворювання, як ендокардит, потрапляючи в організм. Основний шлях передачі — прямий або непрямий контакт із забрудненими людьми або предметами. S. capitis вважається лікарняною бактерією.